# Distrito electoral de Hardin (Illinois)
Hardin (en inglés: Hardin Precinct) es un distrito electoral ubicado en el condado de Calhoun en el estado estadounidense de Illinois. En el Censo de 2010 tenía una población de 1330 habitantes y una densidad poblacional de 20,78 personas por km².

## Geografía
Según la Oficina del Censo de los Estados Unidos, tiene una superficie total de 63.99 km², de la cual 59.65 km² corresponden a tierra firme y (6.79%) 4.34 km² es agua.

## Demografía
Según el censo de 2010, había 1330 personas residiendo. La densidad de población era de 20,78 hab./km². De los 1330 habitantes, estaba compuesto por el 98.2% blancos, el 0.45% eran afroamericanos, el 0.53% eran amerindios, el 0.15% eran asiáticos, el 0% eran isleños del Pacífico, el 0.15% eran de otras razas y el 0.53% pertenecían a dos o más razas. Del total de la población el 0.68% eran hispanos o latinos de cualquier raza.